# Autovía del Júcar
La Autovía del Júcar es una autovía proyectada de titularidad autonómica que comunica las ciudades de Albacete y Cuenca (España).
Con una longitud de 128 km, atraviesa los municipios de Albacete, Tarazona de la Mancha, Madrigueras, Motilleja y Mahora en la provincia de Albacete; y Cuenca, Arcas del Villar, Fuentes, Olmeda del Rey, Monteagudo de las Salinas, Solera de Gabaldón, Almodóvar del Pinar, Gabaldón, Campillo de Altobuey, Motilla del Palancar, El Peral, Villanueva de la Jara y Quintanar del Rey, en la provincia de Cuenca.
Conecta con las autovías A-30, A-31, A-32 y A-40.
Tras el primer proyecto de que tenía previsto construir una nueva carretera paralela, finalmente este proyecto licitado de la pasada legislatura del 2011 al 2015, ha sido cancelado. En la noticia reciente del 9 de noviembre del año 2016, confirma que lo va a duplicar de la actual carretera autonómica CM-220 para ahorrar el coste del proyecto. Actualmente está en redacción de proyecto y en breve va a salir a someter la información pública. Le espera que pueda licitar y adjudicar las obras de todo el recorrido de Cuenca a Albacete en este año 2017 (dependiendo de lo visto bueno presupuestario).
Queda pendiente de conocer la nomenclatura de la autovía de Cuenca-Albacete, la posibilidad que podría ser la CM-44 o CM-46.

## Tramos
| Denominación | Tramo                        | Estado (2024)                                                    | km      |
| ------------ | ---------------------------- | ---------------------------------------------------------------- | ------- |
|              | A-40 Cuenca - La Gineta A-31 | En redacción de proyecto (pendiente someter información pública) | 128 +/- |